# 유럽 고속도로 101호선

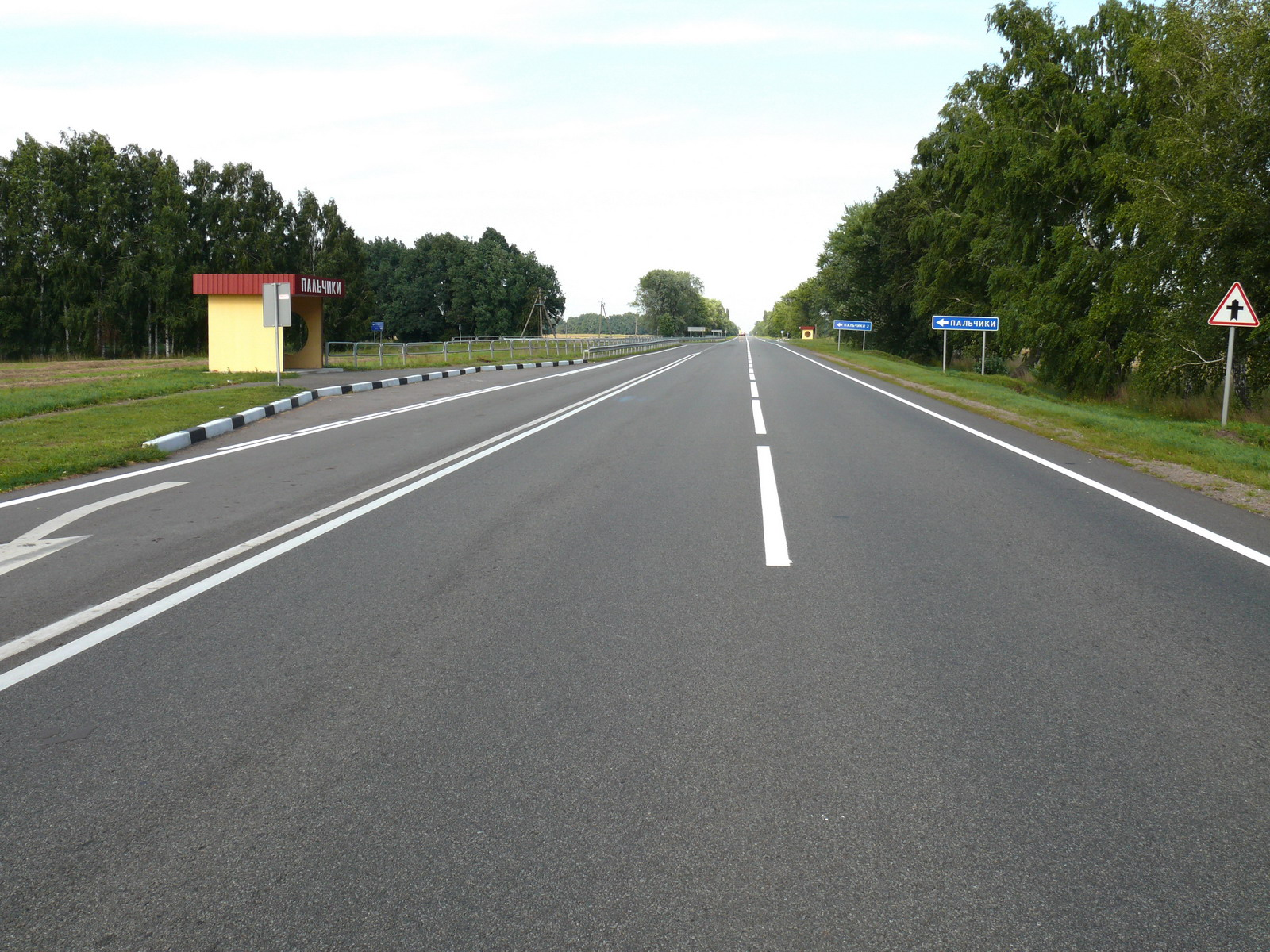
바투린

유럽 고속도로 101호선(European route E101)은 러시아의 모스크바에서 출발, 우크라이나의 키이우까지 이어주는 총 연장 854km의 거리를 가진 유럽 고속도로 노선망이다. 

## 주요 경유지
- 러시아 : 모스크바, 칼루가, 브랸스크
- 우크라이나 : 흘루히우, 키이우